# Italienisch-türkischer Vertrag (1932)

Landkarte von Kastellorizo und zu den umliegenden Inseln, mit den Grenzen, die in dem Vertrag von 1932 festgelegt wurden

Der Italienisch-türkische Vertrag von 1932, der am 4. Januar 1932 in Ankara vom italienischen Gesandten Pompeo Aloisi und dem türkischen Außenminister Tevfik Rüştü Aras unterzeichnet wurde, löste einen Konflikt, der nach dem Vertrag von Lausanne aus dem Jahre 1923 entstanden war. Streitpunkt war die Souveränität mehrerer Inseln und Gewässer vor der Küste Anatoliens und der Insel Kastellorizo, die seit 1921 Italien gehörte.
Die Vereinbarung legte fest, dass die Inseln innerhalb des Hafens von Kastellorizo, so wie die Inseln Rho und Strongili Italien gehören sollen, während der Rest des Gebietes an die Türkei ging.
Die italienische Regierung erkannte an, dass Kara Ada vor Bodrum der Türkei zugeschlagen werden solle.
In einem Anhang, der im Dezember 1932 beigefügt wurde, wurde die Grenze zwischen der türkischen Küste und der damals italienischen Inselgruppe Dodekanes angepasst. Von November 1943 bis Ende des Zweiten Weltkrieges im Mai 1945 waren die Inseln in deutscher, bis 1947 in britischer Hand. Erst dann wurde die Inselgruppe an Griechenland abgetreten. Während eines griechisch-türkischen Konflikts um die Ägäis im Jahre 1996 spielte der Vertrag eine Rolle. Die Türkei hielt den Status vieler Inseln für noch nicht geregelt.